# Patria o muerte (álbum)
Patria o muerte es el segundo álbum  de estudio del grupo de rock argentino Don Cornelio y La Zona, editado en el año 1988.
A diferencia del primer trabajo de la banda, editado el año anterior, el nombre del grupo figura aquí simplemente abreviado a Don Cornelio.
La canción "Soy el visitante" daría origen a la nueva agrupación de Palo Pandolfo: Los Visitantes.  

## Lista de canciones
1. Espirales
2. Tarado y negro
3. Patearte hasta la muerte
4. Reventando
5. Cabeza de platino
6. Bajaremos
7. Fuego rojo
8. Realmente
9. Sangre amarilla
10. Botes quebrados
11. Luna de fuego
12. Ataco
13. Visores
14. Corramos
15. Soy el visitante

Bonus tracks reedición en CD
- Dormís sola
- Para amarte
- Creo que no

## Personal
- Palo Pandolfo: Voz, guitarra
- Alejandro Varela: Guitarras
- Federico Ghazarossian: Bajo
- Claudio Fernández: Batería
- Sergio Iskowitz: Trompeta
- Daniel Gorostegui Delhom: Teclados
- Segio Bondar / Horacio Borrat / Don Cornelio: Coros